# لويس مارشال (طبيب)
لويس مارشال (بالإنجليزية: Louis Marshall)‏ هو طبيب أمريكي، ولد في 7 أكتوبر 1773، وتوفي في أبريل 1866.